# Баттерворт, Чарльз
Чарльз Баттерворт (англ. Charles Butterworth; 26 июля 1896, Саут-Бенд, Индиана — 13 июня 1946 или 14 июня 1946, Лос-Анджелес, Калифорния) — американский комедийный актёр театра и кино.

## Биография
Чарльз Баттерворт родился 26 июля 1896 года в городе Саут-Бенд, штат Индиана. В молодости работал в газете, был оттуда уволен, но затем восстановлен, когда просочилась информация, что он ухаживает за дочерью крупного рекламодателя. В 1924 году Баттерворт ушёл из газеты и начал появляться на сцене, в основном в мюзиклах и водевилях. В 1929 году впервые появился на киноэкране в короткометражке «Живые субъекты», а уже в следующем году зрители впервые увидели его в полнометражном фильме: это были «Дамы для досуга», где Баттерворт сыграл эпизодическую роль гостя на вечеринке.
В феврале 1932 года Баттерворт женился на девушке по имени Этель Кеньон, но этот брак распался в 1939 году. Последний фильм, в котором актёр сыграл, вышел на экраны в 1944 году и назывался он «Дикси Джамбори».

### Смерть
13 июня 1946 года актёр ехал на автомобиле по бульвару Сансет в Лос-Анджелесе. Он потерял управление машиной и разбился. Актёра доставили в больницу, но через несколько часов он скончался. Похоронен Чарльз Баттерворт в своём родном городе Саут-Бенде.
8 февраля 1960 года за весомый вклад в киноиндустрию на Голливудской аллее славы была открыта звезда Чарльза Баттерворта.

## Избранная фильмография
За 15 лет своей кинокарьеры Чарльз Баттерворт снялся в 47 фильмах, в том числе в четырёх короткометражных и в одном без указания в титрах.
- 1930 — Дамы для досуга / Ladies of Leisure — гость на вечеринке (в титрах не указан)
- 1930 — Душа компании[англ.] / The Life of the Party — полковник Джой
- 1931 — Недозволенное / Illicit — Джорджи Эванс
- 1931 — Украденные драгоценности / The Stolen Jools (к/м) — человек, утверждающий, что он — Луи Фразенда
- 1931 — Безумный гений[англ.] / The Mad Genius — Каримский
- 1931 — Манхэттенский парад[англ.] / Manhattan Parade — Герберт Т. Герберт
- 1932 — Люби меня сегодня[англ.] / Love Me Tonight — граф де Савинья
- 1933 — Пентхаус[англ.] / Penthouse — Лэйтон
- 1934 — Кот и скрипка[англ.] / The Cat and the Fiddle — Чарльз
- 1934 — Голливудская вечеринка[англ.] / Hollywood Party — Харви Клемп
- 1934 — Ответный ход Бульдога Драммонда / Bulldog Drummond Strikes Back — Элджи Лонгуорт / Мышонок
- 1934 — Забывая про всех других / Forsaking All Others — Шемп
- 1935 — Великолепная одержимость[англ.] / Magnificent Obsession — Томми Мастерсон
- 1937 — Взлёты и падения / Swing High, Swing Low — Гарри
- 1938 — Спасибо памяти[англ.] / Thanks for the Memory — Бини
- 1940 — Мальчики из Сиракуз[англ.] / The Boys from Syracuse — герцог из Эфеса
- 1940 — Второй хор[англ.] / Second Chorus — мистер Чишолм
- 1942 — Что готовим?[англ.] / What’s Cookin'? — Дж. П. Кортни
- 1943 — Это Армия[англ.] / This Is the Army — Эдди Диббл
- 1944 — Следуй за мальчиками[англ.] / Follow the Boys — Луи Фэйруэзер

## Факты
- Известный актёр Доуз Батлер не скрывал, что озвучивая в начале 1960-х годов рекламные ролики Cap'n Crunch[англ.], он подражал ясному отчётливому голосу Чарльза Баттерворта.